# رون هايمان
رون هايمان هو دراج كندي، ولد في 31 أغسطس 1954 في شرق دونبارتونشاير في المملكة المتحدة.

## وصلات خارجية
- رون هايمان على موقع أرشيف الدراجات (الإنجليزية)
- رون هايمان على موقع إحصائيات الدراجات الإحترافية (الإنجليزية)
- رون هايمان على موقع أوليمبيديا (الإنجليزية)